# Barbara Koerppen
Barbara Koerppen, geborene Boehr (geboren 5. Januar 1930 in Stolp/Pommern; gestorben 7. Juni 2023 in Burgdorf in der Region Hannover) war eine deutsche Geigerin, Professorin der Hochschule für Musik, Theater und Medien Hannover und Gründerin des Jugendsinfonieorchesters Hannover (JSO). Sie lebte in Burgdorf in der Region Hannover sowie in Sezze in Italien.

## Leben und Ausbildung
Barbara Boehr wurde als Tochter von Gerta Boehr und dem Juristen Günther Boehr geboren. Ab dem fünften Lebensjahr erhielt sie Geigenunterricht bei Gabriele Peters und nach dem Umzug der Familie 1939 nach Hannover bei Frieda Ritter. Nach dem Kriegsende verbrachte sie einige Monate auf einem Bauernhof und beendete nach dem Wiederbeginn der Schule an einem Gymnasium in Hameln die Oberstufe mit dem Abitur.
1948 machte sie ihre Aufnahmeprüfung für das Hauptfach Violine an der Landesmusikschule in Hannover, der heutigen HMTMH. Ihre Lehrer waren unter anderem der Konzertmeister des NDR-Orchesters Hans Gravens und die Geigerin Lilli Friedemann, bei der sie den Umgang mit alter Musik und eigenschöpferischem Arbeiten in der Ausbildung erlebte. Neben der Musik interessierte sich Barbara Koerppen für Jura und Jugendrechtspflege. Noch an der Hochschule lernte sie Alfred Koerppen kennen, der als Dozent an der Hochschule Komposition und Musiktheorie unterrichtete und von dem sie Improvisations- und Generalbassunterricht erhielt. 1961 heiratete sie und nannte sich dann zeitweilig mit ihrem Doppelnamen Barbara Koerppen-Boehr.

## Musikerin und Pädagogin
Neben dem Geigenstudium war sie als Organistin im Kirchendienst tätig, unterrichtete selbst Geige und begleitete Schüler auf dem Klavier. 1963 wurde sie als Professorin für Violine und Methodik des Hauptfachs an die Musikhochschule Hannover berufen. Sie war im Senat und übernahm vielfältige weitere Aufgaben an der Hochschule, wie die Leitung von Orchesterproben für Felix Prohaska. Sie arbeitete bei einer Japanreise mit Suzuki Shin’ichi zusammen und förderte die Verbreitung seiner Suzuki-Methode in Deutschland. Sie arbeitete viele Jahre als Jurorin bei Landes- und Bundeswettbewerben von „Jugend musiziert“ und beurteilte pädagogische Literatur für Verlage. Koerppen war zehn Jahre als Konzertmeisterin bei den Händelfestspielen in Herrenhausen und im Hausegger-Orchester sowie im Kammermusikkreis Ferdinand Conrad tätig. Im Rahmen ihrer Tätigkeit als Konzertmeisterin spielte sie unter anderem unter Paul Hindemith die Erstaufführung von Monteverdis L’Orfeo in Rom und Perugia und arbeitete mit Enrico Mainardi und Carlo Secchi zusammen.

## Orchestergründungen und -tätigkeiten
1961 gründete sie gemeinsam mit Heinz Hennig und Erwin Wolf das Junge Sinfonieorchester Hannover, das sie bis 1974 leitete. 1954 gründete sie das Kammerorchester Barbara Koerppen, dessen Konzertmeisterin sie war und das sie bis 1979 leitete. Die Instrumentalisten waren vornehmlich Musiker des Hannoverschen Rundfunks.
Zudem leitete sie für zehn Jahre eine Vielzahl von Orchester- und Kammermusikseminaren an der Senioren-Akademie Hamburg und war an Lehrgängen zur Orchesterleitung an der Bundesakademie für musikalische Jugendbildung in Trossingen beteiligt.
1973 wurde Barbara Koerppen zur Professorin an der Hochschule für Musik und Theater Hannover ernannt.
Ab 1993 war Barbara Koerppen mit der Violine eine der Solistinnen der Koerppen-Edition.
1998 war Koerppen eine der Mitbegründerinnen von Scena, einer Kulturvereinigung im Verkehrs- und Verschönerungsverein der Stadt Burgdorf (VVV).
2002 gründete Barbara Koerppen gemeinsam mit ihrem Ehemann die nach diesem benannte Alfred Koerppen Stiftung, die junge Komponisten der E-Musik sowie Aufführungen und Einspielungen Neuer Musik fördert.

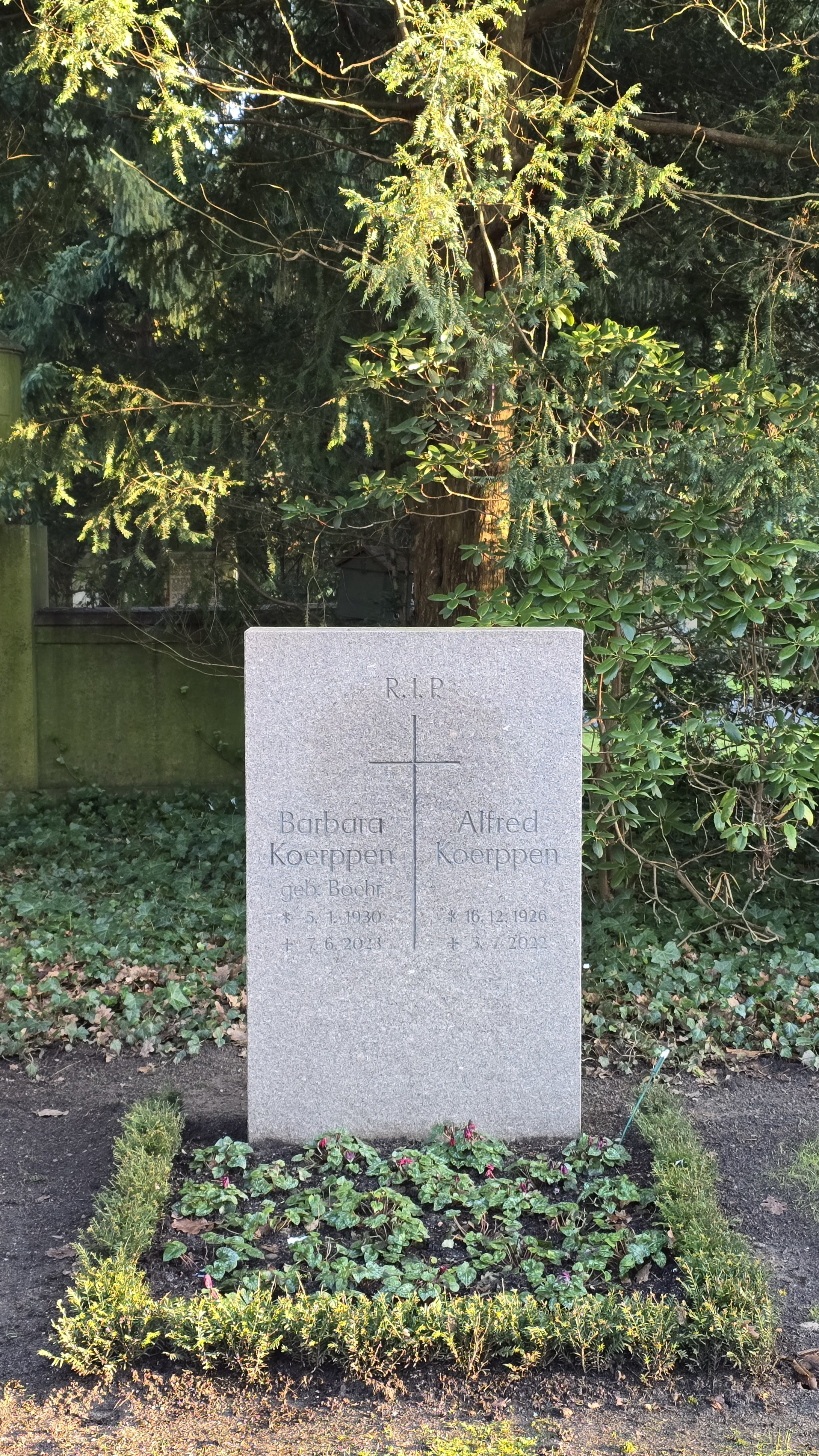
Schlichtes Grabmal für Barbara und Alfred Koerppen in Hannover auf dem Stadtfriedhof Engesohde

Koerppen starb 2023 und wurde bei ihrem zuvor verstorbenen Ehemann auf dem Stadtfriedhof Engesohde in Hannover beigesetzt.

## Auszeichnungen
1965 erhielt Barbara Koerppen den Förderpreis des Niedersächsischen Musikpreis und 1993 das Bundesverdienstkreuz.

## Schüler
- Sibylle Wolf[8]

## Schriften
- Barbara Koerppen (Komm.), Hans-Joachim Vetter (Red.), Eckart Rohlfs (Mitarb.): Lehrplan Violine, 2. Auflage (Stand: Juli 1992), hrsg. im Auftrag des VDM Verband deutscher Musikschulen, Kassel: Bosse, 2008, ISBN 978-3-7649-3511-5; Inhaltsverzeichnis